# Башта Банку США
Башта Банку США (англ. U.S. Bank Tower) — хмарочос в Лос-Анджелесі, США. Висота 73-поверхового будинку становить 310 метрів і він є найвищим будинком штату Каліфорнія. Будівництво було розпочато в 1987 і завершено в 1990 році. Хмарочос може витримати землетрус до 8,3 баллів за шкалою Ріхтера.

## Галерея

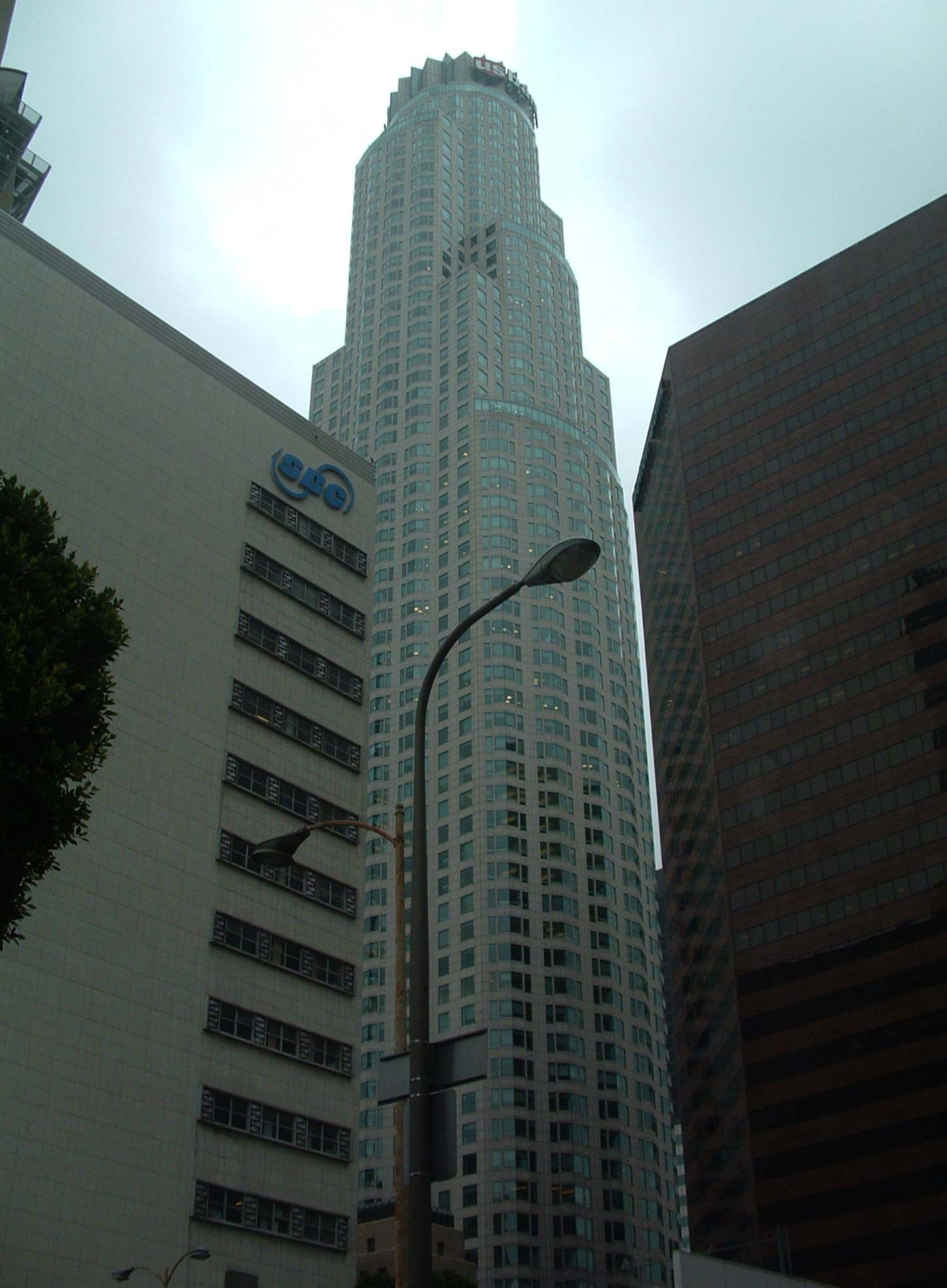
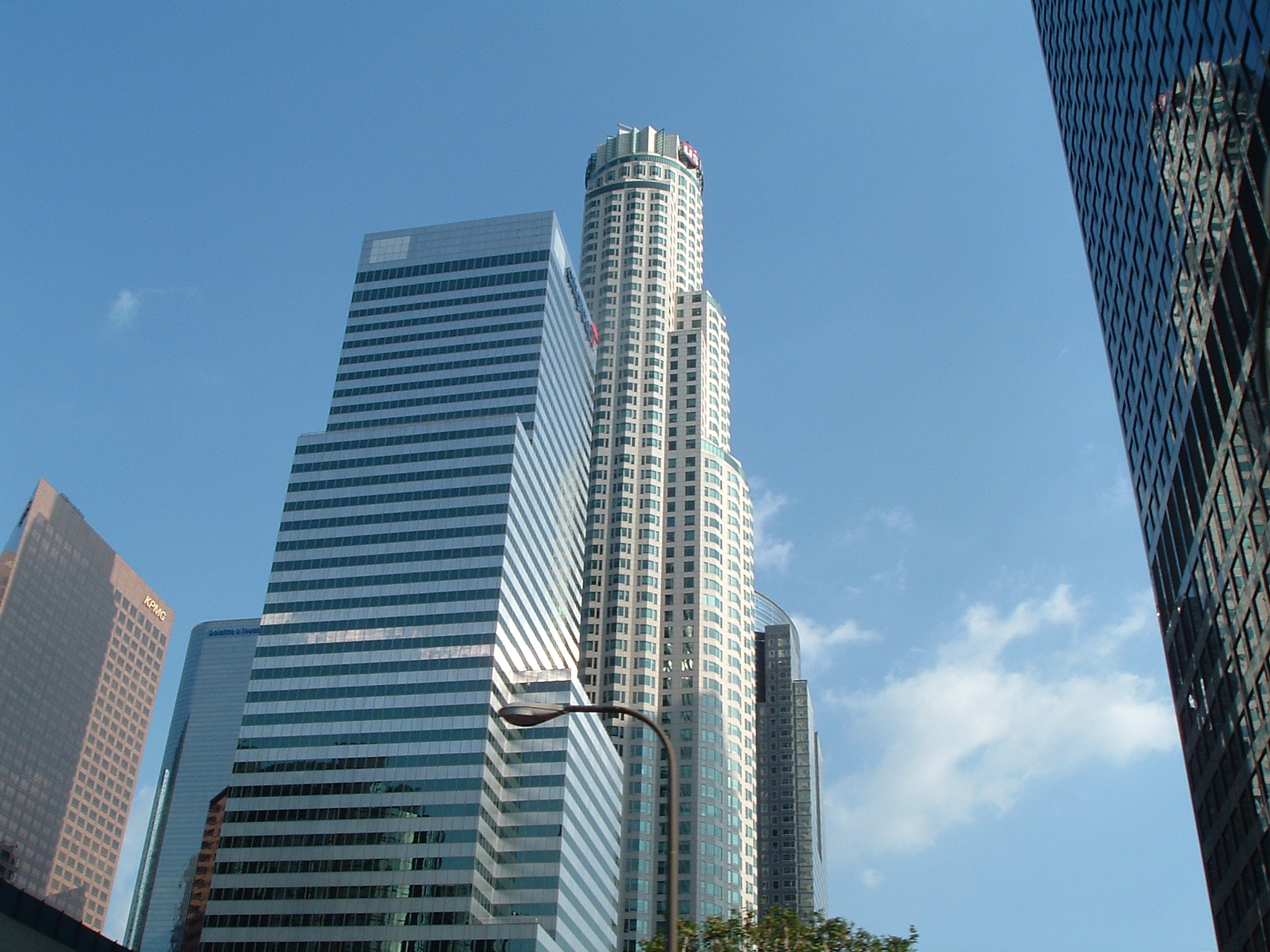
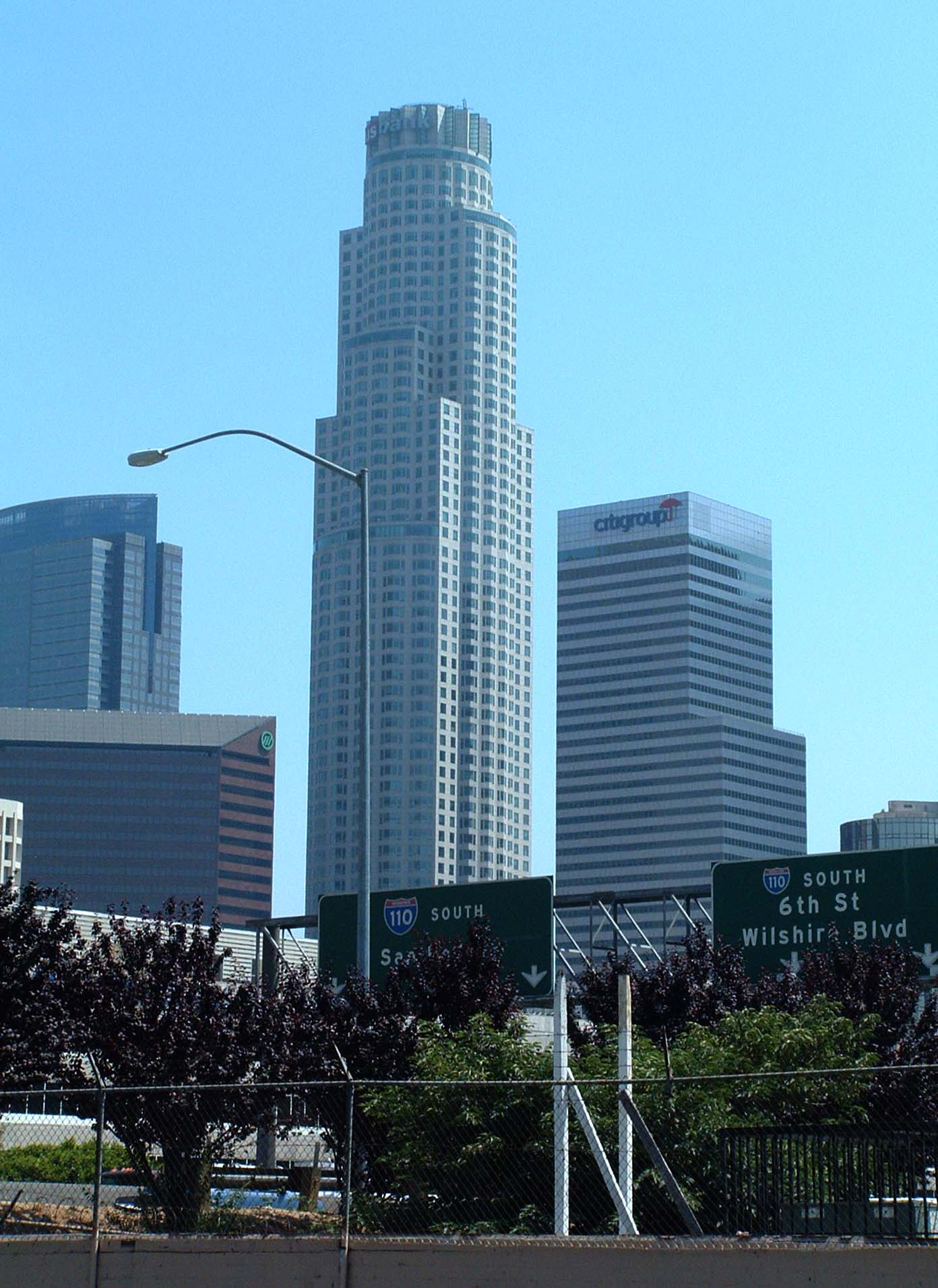
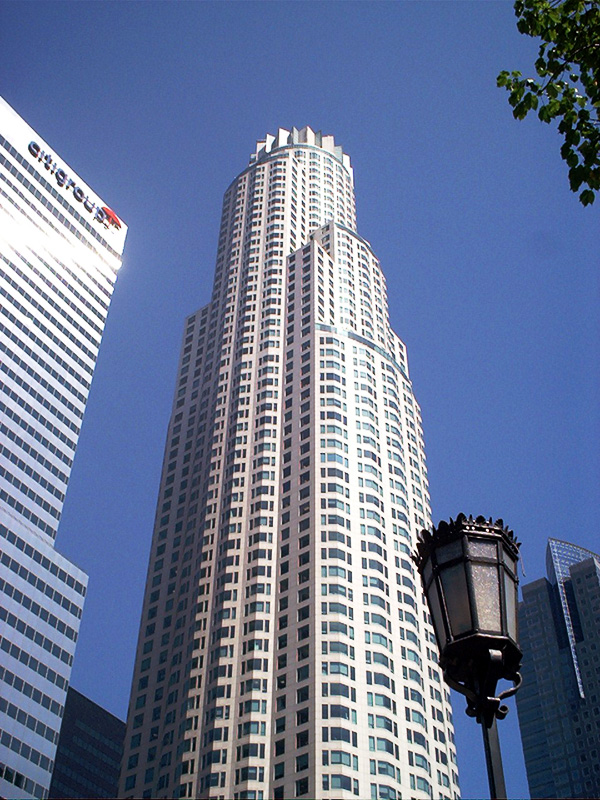
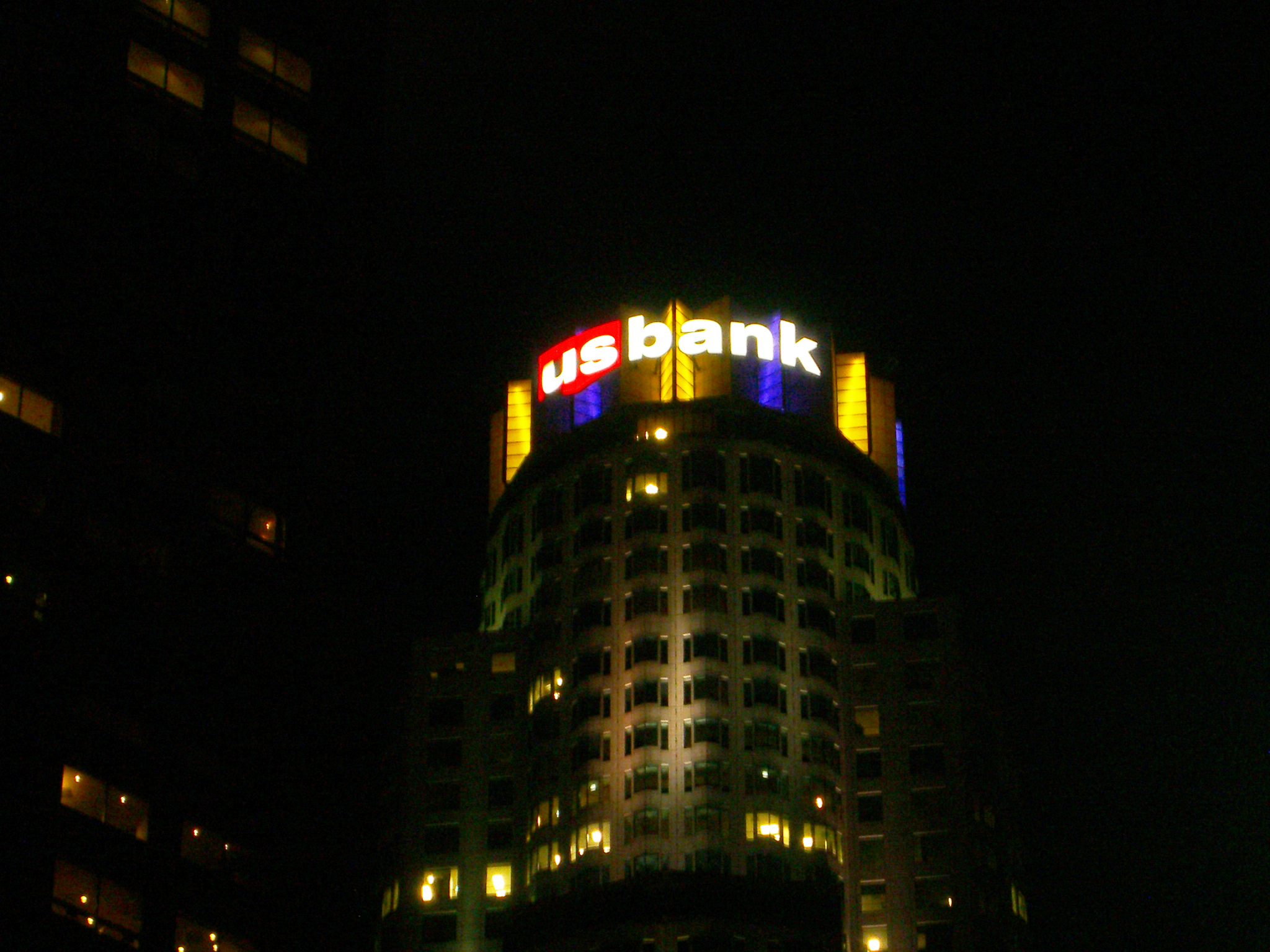
Верхівка башти вночі.